# Chiesa della Santissima Annunziata (Suvereto)

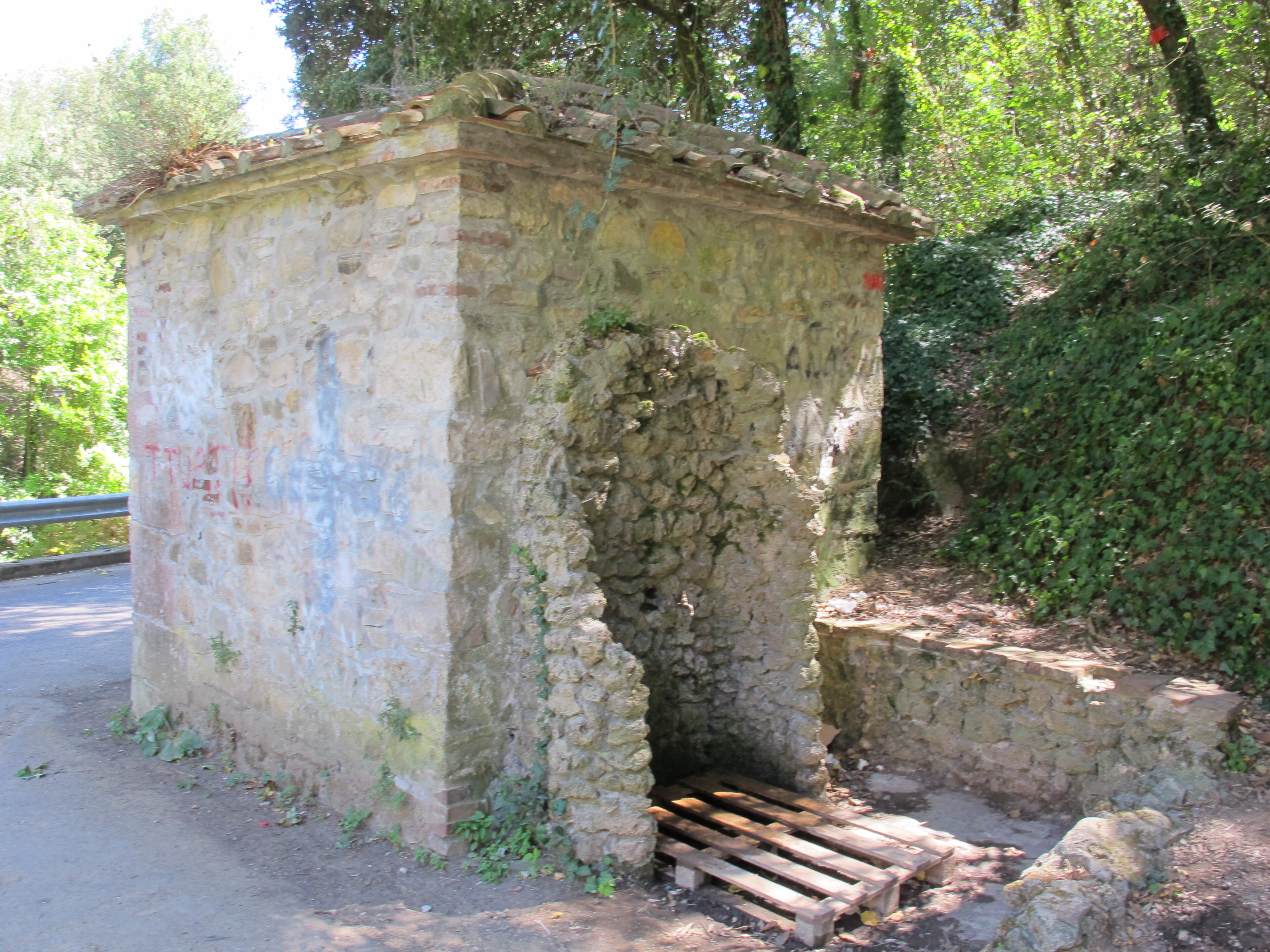
La fonte

La chiesa della Santissima Annunziata è un luogo di culto cattolico situato in una vallata boschiva sulla strada provinciale che collega Suvereto a Sassetta nelle vicinanze di Prata, nell'omonima località di Fonte dell'Annunziata.

## Storia e descrizione
Fu edificata nel tra XII secolo e il XIII secolo nei pressi di una sorgente, come attestato dal toponimo ancora esistente di Fonte all'Annunziata. Le origini della chiesa ed i motivi sul perché venne edificata in quel punto sono incerti; sappiamo che era circondata da costruzioni, ora in stato di ruderi probabilmente adibiti ad ospizio per i viandanti e pellegrini.
La leggenda che è giunta fino a noi sull'origine della chiesa racconta che venne costruita per volere di Matilde di Canossa; si narra che per acquisire il diritto di dire messa avrebbe dovuto costruire cento chiese, ma che questa fu la novantanovesima ed ultima.
L'edificio oggi verte in cattivo stato di conservazione ed è privo di arredi; posto in un terreno di proprietà privata, è in stato di completo abbandono.
Si tratta di una chiesa ad aula unica.
Nella facciata a capanna si apre un portale con arco a tutto sesto, mentre la copertura è costituita da una volta a botte spezzata, intercalata da un arco poggiante su due semipilastri addossati alle pareti laterali; la tipologia della copertura la rende un unicum sul territorio, tanto che simili coperture si possono ritrovare solo nella volta della chiesa del monastero di San Mamiliano nell'isola di Montecristo.